# Mario Grech
Mario Grech (Qala, 1957. február 20. –) máltai katolikus püspök, a Püspöki szinódus főtitkára, bíboros.

## Korai évek
Mario Grech 1957. február 20-án született gozói Qalában. Születése után nem sokkal a család Kerċembe költözött, Grech itt kezdte tanulmányait a karmelita nővérek iskolájában. Miután Rabatban elvégezte a gimnáziumot, a gozói szemináriumban tanult filozófiát, majd teológiát. 1984. május 26-án szentelte pappá Nikol Joseph Cauchi püspök, ezután tanulmányait Rómában folytatta a Pápai Lateráni Egyetemen civil- és kánonjogból, majd az Aquinói Szent Tamás Pápai Egyetemen szerzett kánonjogi doktorátust. Eközben a római Szeplőtelen fogantatás plébánián is tevékenykedett.
Hazatérése után a gozói székesegyházban, a Ta' Pinu Nemzeti Kegyhelyen és Kerċem plébániáján látott el lelkipásztori feladatokat. A Gozói egyházmegyében többek között sajtóreferens, bírósági helynök, a Máltai Főegyházmegye Bíróság tagja, a szeminárium kánonjogi tanára, valamint a Tanácsosok Testületének, a Papi Tanácsnak és más egyházmegyei bizottságoknak a tagjaként teljesített szolgálatot. Eközben két máltai, Margerita Debrincat és Ġużeppi de Piro atya boldoggá avatási perében is aktívan részt vett. 2004-ben a kerċemi Szent Gergely egyházközség plébánosa lett.

## Gozo püspöke
2005. november 26-án XVI. Benedek pápa Gozo 8. püspökévé nevezte ki. Elődje, Nikol Ġ. Cauchi szentelte püspökké 2006. január 22-én a rabati katedrálisban Ġużeppi Mercieca máltai érsek és Felix del Blanco Prieto apostoli nuncius jelenlétében. Püspöki jelmondata: „In fractione panis” („A kenyértörésben”) amely az emmauszi úton történtekre utal Szent Lukács evangéliumából (Lk 24,35): A tanítványok a kenyértörésről ismerik fel Jézust, aki korábban az életét adta értük. 2011-ben más máltai püspökökkel együtt azt tanácsolta a katolikusoknak, hogy utasítsák el a népszavazást, amely lehetővé tette volna a törvényhozás számára, hogy fontolóra vegye a válás legalizálását.
A Máltai Püspöki Konferencia elnökeként 2014-ben és 2015-ben részt vett a családról szóló püspöki szinóduson. A 2014 októberében tartott szinóduson Grech azt mondta, hogy „a hit tanítása képes fokozatosan nagyobb mélységet nyerni”, és hogy a bonyolult családi kapcsolatokban élő emberekhez, illetve a homoszexuálisokhoz vagy a homoszexuálisok szüleihez szólva „meg kell tanulni beszélni azt a nyelvet, amelyet a mai ember ismer, és amely elismeri, hogy az evangélium igazságát és szeretetét közvetíti.” Charles Scicluna máltai érsekkel együtt Grech társszervezője volt a máltai püspökök 2017 januárjában kiadott Amoris Laetitia pasztorális iránymutatásának, amely kimondta, hogy bizonyos esetben egy elvált katolikus, aki újraházasodott, „őszinte megkülönböztetés után” részesülhetnek a szentáldozásban. Az iránymutatást a L’Osservatore Romano című lapban újra közzétették.

Egy 2018. decemberi interjúban azt mondta, hogy élvezi az ateistákkal folytatott beszélgetéseket, amelyek élesítik a saját hitét, és a párbeszédet részesíti előnyben a kritikusai által preferált konfrontációval szemben. Amikor a család és a szexuális kérdésekről kérdezték, a következőket mondta:
Ha valaki eljön hozzám, és segítséget kér tőlem Jézus Krisztus felfedezéséhez... az illető lehet homoszexuális, sőt, akár homoszexuális kapcsolatban is lehet. Nem számít. Nem fogom akadályozni azt a személyt; éppen ellenkezőleg, segítenék neki. Az utolsó dolog, amit tennék, hogy állást foglalnék az illetővel szemben... Korábban azt mondtuk volna: „először tedd rendbe az életedet, és utána kezdjük el az Isten felé vezető utat.” Ma viszont azt mondanánk: „közeledjünk Jézus Krisztushoz... és Krisztus majd segít nekünk rendbe tenni az életünket.” ... A „fekete” és a „fehér” még mindig létezik; de a kettő közötti szürke terület megnőtt. A szürke zónákban kell keresnünk. Ezért mondtam, hogy óvatos vagyok azokkal a papokkal vagy keresztényekkel szemben, akik úgy érzik, hogy már minden választ ismernek. Ezt senki sem állíthatja. Mindannyiunknak tovább kell keresnünk.

## Szolgálat a Római Kúrián
2019. október 2-án Ferenc pápa kinevezte a Püspöki Szinódus főtitkár-helyettesévé, arra számítva, hogy Lorenzo Baldisseri bíboros utódja lesz, amikor az főtitkárként nyugdíjba vonul. Grech Baldisseri mellett dolgozott, és tagként részt vett a Pánamerikai Püspöki Szinóduson. Grech 2020. augusztus 21-ig a Gozói egyházmegye apostoli kormányzója is volt. Egyike volt annak az öt szinódusi tisztségviselőnek, akik hivatalból tagja volt annak a tizenöt fős bizottságnak, amely az Amazonas Szinódus záródokumentumának kidolgozásáért volt felelős.
Kinevezése utáni első interjújában kijelentette, hogy „van egy olyan mozgalom, amely felé az egyház nagyobb női arcot kaphat, amely Mária arcát is tükrözné.”
Grech 2020. szeptember 15-én váltotta Baldisserit.
Ferenc pápa 2020. július 4-én Grechet a Keresztény Egységtörekvés Pápai Tanácsa tagjává nevezte ki.

2020 októberében, a Covid-19 világjárvány idején Grech azt mondta:
Aggasztó, ha valaki elveszettnek érzi magát az eucharisztikus vagy istentiszteleti kontextuson kívül, mert ez a misztériummal való foglalkozás más módjainak ismeretlenségét mutatja. Ez nem csupán egyfajta lelki analfabetizmusra utal, hanem a jelenlegi lelkipásztori gyakorlat elégtelenségét is bizonyítja. Nagyon valószínű, hogy a közelmúltban lelkipásztori tevékenységünk a szentségekhez igyekezett elvezetni, nem pedig – a szentségeken keresztül – a keresztény élethez.
2020. október 25-én Ferenc pápa bejelentette, hogy a 2020. november 28-i konzisztóriumon bíborossá kreálja. Ezen a konzisztóriumon a Santi Cosma e Damiano-bazilikát jelölték ki címtemplomául bíboros-diakónusi rangban. December 16-án a Keresztény Egységtörekvés Pápai Tanácsa tagjává nevezték ki.
2021. június 21-én Ferenc pápa az Apostoli Szignatúra Legfelsőbb Bírósága, 2022. július 13-án pedig a Püspöki Dikasztérium tagjává nevezte ki.
Egy 2024-es interjúban Grech bíboros kijelentette, hogy hisz abban, hogy a szinodalitás segítheti az egyházat abban, hogy az „egységes gondolkodásból” az „egység a különbözőségben” felé haladjon.